# Henri Mondor
Pour les articles homonymes, voir Mondor.
Henri Mondor est un médecin français, chirurgien et historien de la littérature né le 20 mai 1885 à Saint-Cernin (Cantal) et mort le 6 avril 1962 à Neuilly-sur-Seine (Hauts-de-Seine).
Brillant chirurgien, il est l'auteur d'un fameux Diagnostics urgents de l'abdomen (1928), de notoriété mondiale et constamment réédité jusqu'en 1979. Passionné de littérature, notamment pour le poète Stéphane Mallarmé, il fut également dessinateur, et reconnu pour son savoir en étant élu à quatre académies, dont l'Académie française.

## Biographie

### Origines et études
Henri Jean Justin Mondor est originaire de Saint-Cernin dans le Cantal, où son père Jacques Armand Mondor était directeur de l'école primaire. Sa mère est Jeanne Agnès Vidal.
Durant son enfance, il vit dans un milieu familial, favorable à l'acquisition des connaissances, à l'apprentissage d'une discipline dans le travail et au culte de la langue française. Ces valeurs sont le fondement de la personnalité d'Henri Mondor, qui les suivra tout au long de sa vie.
Il fait ses études au lycée Émile Duclaux à Aurillac, où il excelle dans toutes les disciplines. Après d'excellentes études, il a le choix du parcours professionnel. Rebuté par l'idée de suivre la même voie que son père, et fortement influencé par sa mère Jeanne, qui veut le voir progresser dans l'échelle sociale, il s'oriente vers la médecine.
En 1903, Henri Mondor rejoint la capitale pour suivre ses études à la faculté de médecine. C'est là qu'il se lie d'amitié avec un condisciple, Georges Duhamel. En 1906, il est reçu premier au concours de l'externat. En 1909, il est reçu au concours de l'internat des hôpitaux de Paris, en deuxième position dans une promotion de 55 nouveaux internes. En 1913, il est interne médaille d'or en chirurgie.
Durant la Première Guerre mondiale, il est engagé volontaire en 1914 comme infirmier de 2e classe. Il fait la guerre à Verdun, en Italie et sur le front de Champagne. Il est reçu docteur en 1915 et termine la guerre comme médecin aide-major.

### Carrière
En 1920, il est chirurgien des hôpitaux et agrégé de chirurgie en 1923.
Il est chef de service à l'hôpital Broussais (1932) puis à Bichat (1933), et enfin à l'Hôtel-Dieu (1941). En 1938, il habite au 92, rue Jouffroy à Paris (1938, Tout Paris, p.439).
Entre les deux guerres, durant plus de vingt ans de pratique, Henri Mondor opère deux ou trois patients par jour. Dans son service, le matin, il enseigne les règles et les gestes de la chirurgie, mais aussi la compréhension et la compassion à l'égard des malades. Il a le souci de tenir compte de la responsabilité médicale.
Sous l'Occupation, il est dénoncé comme médecin juif dans une liste publiée par l'hebdomadaire Au Pilori du 16 août 1940, sous le titre «Boycottons les salopards ». Il ne dément pas cette accusation, pourtant erronée, mais la semaine suivante, Au Pilori du 23 août signale avoir reçu la réponse de 6 professeurs de cette liste, dont Henri Mondor, déclarant ne pas être juifs. 
En 1953, il est médecin du centre de traitement des tumeurs à la Salpêtrière.
En 1955, il est professeur honoraire, et en 1956 chirurgien honoraire des hôpitaux.
Il venait régulièrement, en famille, en villégiature à Saint-Honoré-les-Bains. Henri Mondor est mort en avril 1962, à l'hôpital américain de Paris à Neuilly-sur-Seine. Il est inhumé dans le caveau familial du cimetière Massigoux d'Aurillac.

## Travaux

### Chirurgie et médecine
Son œuvre majeure est Diagnostics urgents de l'abdomen qui, par l'écriture et le style, porte la pathologie chirurgicale digestive au niveau d'une œuvre littéraire. C'est un «raisonnement lumineux» allié à un « style alerte  et  châtié, un  sens des  situations qui  maintient constamment l'intérêt ». La première édition parait en 1928, et celle de 1930 est vendue à 30 000 exemplaires. L'ouvrage connaitra dix éditions jusqu'en 1979. Il est traduit notamment en russe, en néerlandais et en espagnol… C'est l'un des ouvrages médicaux français du XXe siècle les plus lus et les plus diffusés dans le monde.
Son autre livre célèbre est Les avortements mortels publié en 1935. Mondor fait une étude complète et détaillée de toutes les techniques utilisées au cours des avortements clandestins à Paris dans les années 1920-1940, et de toutes les pathologies graves ou mortelles qui en découlent. «C'est par excellence le livre de référence pour toute étude historique sur l'avortement clandestin»,.
Il est l'auteur d'ouvrages sur l'histoire de la médecine, notamment de biographies sur Dupuytren, Pasteur,  Leriche. En 1949, il réalise une histoire conjointe de l'anatomie et de la chirurgie Anatomistes et chirurgiens.

### Arts et Lettres
Henri Mondor ne fut pas seulement un chirurgien mais aussi un homme de lettres avec une vingtaine de publications sur le monde médical et sur le poète Stéphane Mallarmé. Il fut, au côté de Paul Claudel et d'André Maurois, membre du comité de rédaction de la revue L'Échauguette. Le fonds Mondor (manuscrits, lettres,...) de la Bibliothèque Littéraire Jacques Doucet (Paris) est le fonds mallarméen le plus riche existant dans le monde.
Également artiste, son don pour le dessin, qui s'exprima dès le lycée, lui a valu plusieurs prix. La rose et les coquillages étaient son support de prédilection pour cet art. Il a également illustré des livres de Georges Duhamel et de Paul Valéry.
Découvreur de très jeunes talents, c'est sur sa convaincante intervention auprès des parents de Jean Labellie que celui-ci a pu suivre des études d'arts plastiques pour devenir un nom connu de la peinture abstraite. Le philosophe Alain lui dédia ses Lettres sur le sujet du Cœur et de l'Esprit (1924). En 1960, il écrit la notice biographique aux œuvres complètes de Céline dans la Pléiade. Truffée d'erreurs, elle reprend parfois mot pour mot les éléments dictés par l'écrivain au cours de leurs échanges épistolaires.

## Honneurs et distinctions

### Titres
- 1930 : secrétaire de l'Association nationale de chirurgie.
- 1939-40 : secrétaire national de l'Académie nationale de chirurgie.
- 1941-1955 : professeur de clinique chirurgicale.

### Académies
- 1926 : Académie de Chirurgie.
- 1945 : Académie nationale de médecine.
- 1946 : Académie française.
- 1961 : Académie des sciences.

### Décorations
- Grand officier de la Légion d'honneur (1956)
- Commandeur de l'ordre des Palmes académiques
- Commandeur de l'ordre des Arts et des Lettres
- Commandeur de l'ordre de la Santé publique en qualité de « professeur de clinique chirurgicale à la faculté de médecine de Paris. Chirurgien des hôpitaux de Paris, 92 rue Jouffroy, Paris 17e » (1955)[13]

Pour le cinquantenaire de sa disparition, le Musée d'art et d'archéologie d'Aurillac a présenté une exposition-hommage en avril 2012, Henri Mondor, l'éthique d'une vie.

## Hommages
Le nom d'Henri Mondor a été donné à divers hôpitaux :
- le CHU Henri-Mondor de Créteil ;
- l'Institut Mondor de recherche biomédicale de l'INSERM de Créteil[14] ;
- l'établissement hospitalier public d'Aurillac.

## Éponymie
Henri Mondor a laissé son nom à :
- Arcade bordante de Mondor : segment artériel reliant la branche descendante de l'artère colique gauche supérieure et la branche ascendante de l'artère sous-jacente ;

- Maladie de Mondor : thrombophlébite en cordon de la paroi thoracique (inflammation douloureuse des veines superficielles) ;
- Signe de Mondor : distension jugulaire intermittente apparaissant en position couchée, lors des plaies du cœur (hémopéricarde compressif).

L'appellation « signe de Mondor » peut aussi désigner :
- l'ecchymose plantaire de la fracture du calcanéum ;
- l'attraction homolatérale de l'utérus dans la torsion tubaire (complication d'une tumeur de l'ovaire, par exemple) ;
- la crépitation sanguine profonde des hématomes spontanés du périnée.

En 2021, le nom d'« Henri Mondor » est donné à un variant du SARS-CoV-2, découvert à l'hôpital et à l'Institut de même nom de Créteil.

## Publications

### Pathologie chirurgicale
- Les Ulcères perforés de l'estomac et du duodénum, en collaboration avec G. Lauret, Masson, 1923, 186 p.
- Le Cancer du Rectum, en collaboration avec A. Chalier, Doin, 1923.
- Les Arthrites gonococciques, Masson, 1928.
- Les Diagnostics urgents : Abdomen, Masson, 1928, 846 p.
- Les Avortements mortels, Masson, 1930. 445 p.
- Quelques Vérités premières en chirurgie abdominale, Masson, 1936.
- Radiodiagnostics urgents, en collaboration avec P. Porcher et Cl. Olivier, Masson, 1942.

### Histoire littéraire
- Lettre et images pour G. Duhamel, Gallimard, 1937.
- Salut au poète, Darantière, 1938.
- Hommes de qualité, Gallimard, 1939.
- L'Amitié de Verlaine et Mallarmé, Gallimard, 1940.
- Vie de Mallarmé, Gallimard, 1941-1942, 2 vol. Prix d'histoire littéraire de l'Académie française
- Mallarmé plus intime, Gallimard, 1944.
- Les Premiers temps d'une amitié (Valéry et Gide), Éditions du Rocher, 1947.
- Mallarmé, Cailler, 1947.
- Entretien au bord d'un fleuve, avec Georges Duhamel, Éditions du Rocher, 1947.
- Trois Discours pour Paul Valéry, Gallimard, 1948.
- L'heureuse rencontre de Valéry et Mallarmé, La Guilde du Livre, 1948.
- Histoire d'un Faune, Gallimard, 1948.
- L'Affaire du Parnasse : Stéphane Mallarmé et Anatole France, Éditions Fragance, 1951.
- Eugène Lefébure : sa vie, ses lettres à Mallarmé, Gallimard, 1951.
- Œuvres complètes de Mallarmé, Gallimard, 1945.
- Alain, Gallimard, 1953.
- Mallarmé lycéen, Gallimard, 1954.
- Rimbaud ou le génie impatient, Gallimard, 1955.
- Propos familiers de Paul Valéry, Grasset, 1957.
- Claudel plus intime, Gallimard, 1960.
- Autres précisions sur Mallarmé et inédits, Gallimard, 1961.

### Histoire de la médecine et de la chirurgie
- Paul Lecène, Masson, 1931.
- Grands médecins presque tous, Corréa, 1943.
- Pasteur, Corréa, 1945, 187 p.
- Dupuytren, Gallimard, 1945, 313 p.
- Anatomistes et Chirurgiens, Fragrance, 1949, 530 p.
- René Leriche, chirurgien, Ventadour, 1956.

### Autres
- J. Bourguignon, Henri Mondor et Jean Porcher (avant-propos d'André Maurois), Hommage au docteur Lucien Graux, six eaux-fortes par Marcel Roche et André Clot, une lithographie par Robert Wehrlin, 210 exemplaires numérotés, Manuel Bruker, Paris, 1947.
- La Main gauche, in ouvrage collectif A la gloire de la main, eaux-fortes de Christine Boumeester, Roger Chastel, Pierre Courtin, Jean Fautrier, Marcel Fiorini, Albert Flocon, Henri Goetz, Germaine Richier, Jean Signovert, Raoul Ubac, Roger Vieillard, Jacques Villon, Gérard Vulliamy, aux dépens d'un amateur, Paris, 1949.

### Illustrations
- Lettre et Images pour G. Duhamel, Gallimard ;
- Salut au Poète, Darantière ;
- Paul Valéry, L'Homme et la Coquille, Gallimard ;
- F. Mazade, La Rose ;
- R. Lannes, Argelès, Janin ;
- Geneviève de Louvencourt, Indolences, P. Ardent ;
- Anne Fontaine, Nausicaa, Egloff.

## Iconographie
- Constant Le Breton, Portait d'Henri Mondor, 1957, estampe, musée d'Art moderne de la ville de Paris.